# Indianapolis 500 1911

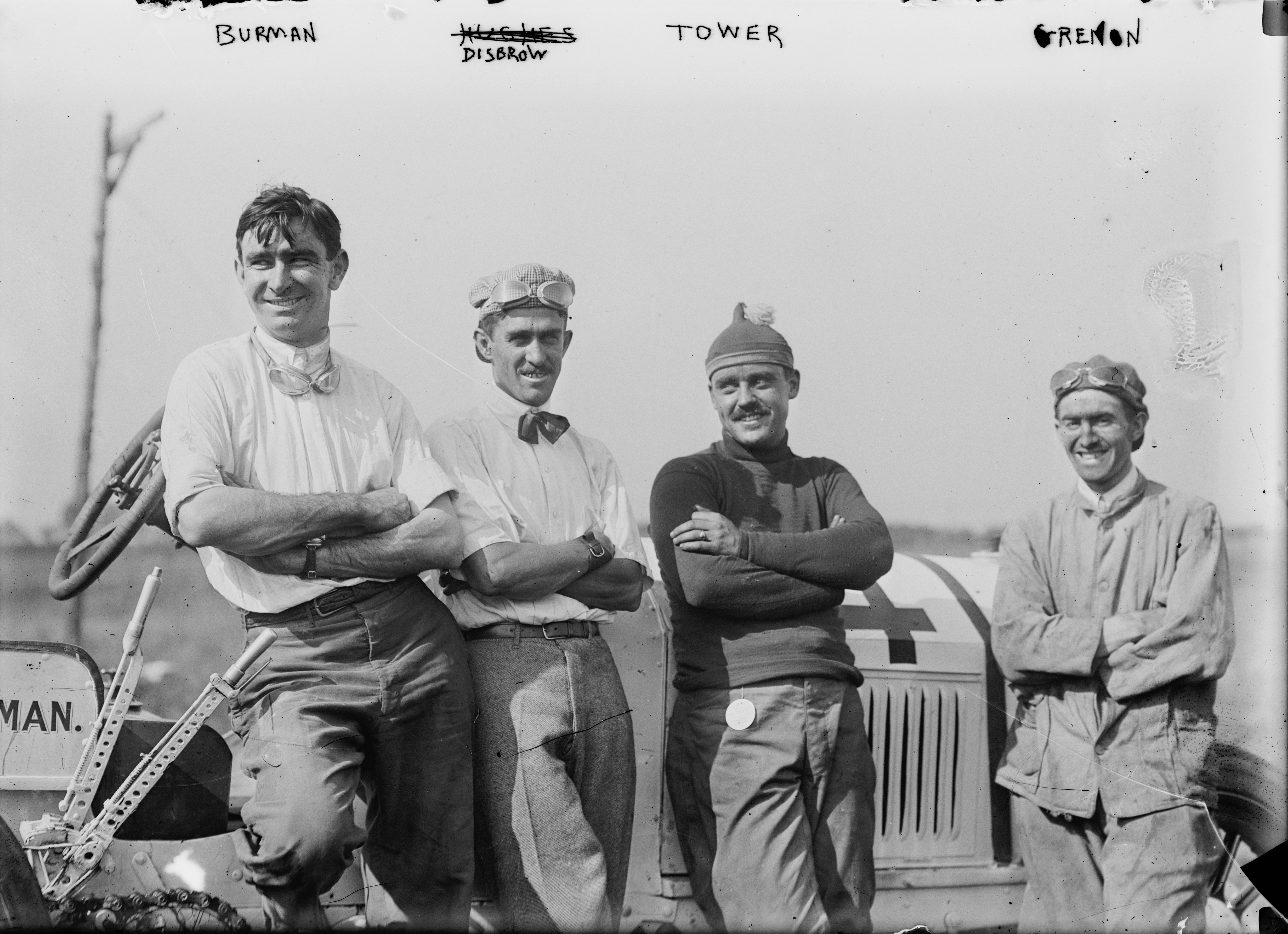
Bob Burman, Louis Disbrow, Jack Tower und Joe Grennon beim Indianapolis 500 im Jahr 1911

Das 1. Indianapolis 500 (offiziell 1911 International 500-Mile Sweepstakes Race) auf dem Indianapolis Motor Speedway fand am 30. Mai 1911 statt.

## Hintergrund
Das Rennen ging über eine Distanz von 200 Runden à 4,023 km, was einer Gesamtdistanz von 804,672 km entspricht. Aus der Pole-Position startete Lewis Strang aus den USA. Um sich zu qualifizieren, mussten die Teilnehmer über eine Viertelmeile eine Geschwindigkeit von mehr als 75,18 mph (121 km/h) fahren. Die Reihenfolge der Startaufstellung richtete sich aber nach dem Anmeldedatum der Fahrer. Es wurden keine Qualifikationszeiten oder Geschwindigkeiten aufgezeichnet. Das Rennen war der fünfte Lauf zur AAA-Saison 1911. Die Prämie für den Sieger betrug 14.250 US-Dollar, was 2025 ca. 419.000 Euro entspricht.
In den Jahren 1909 und 1910 fanden verschiedene kleine Autorennen statt auf dem Indianapolis Motor Speedway und in den USA. Für das Jahr 1911 plante man eine große Veranstaltung, um die Aufmerksamkeit der nationalen und internationalen Autoindustrie zu erhalten. Da sich auch europäische Automarken für den Grossanlass interessierten, war einer der größten und prestigeträchtigsten Motorsportwettbewerbe etabliert worden. Bei der Wahl des Termins für das Rennen wurde der Memorial Day gewählt, da an diesem Tag am meisten Zuschauer erwartet werden konnte. Bis zum ersten 1. Mai 1911 konnten sich die Teilnehmer einschreiben für das Rennen. Insgesamt waren 46 Fahrzeuge auf der Startliste, von denen 40 Autos dann auch wirklich starteten.

## Das Rennen

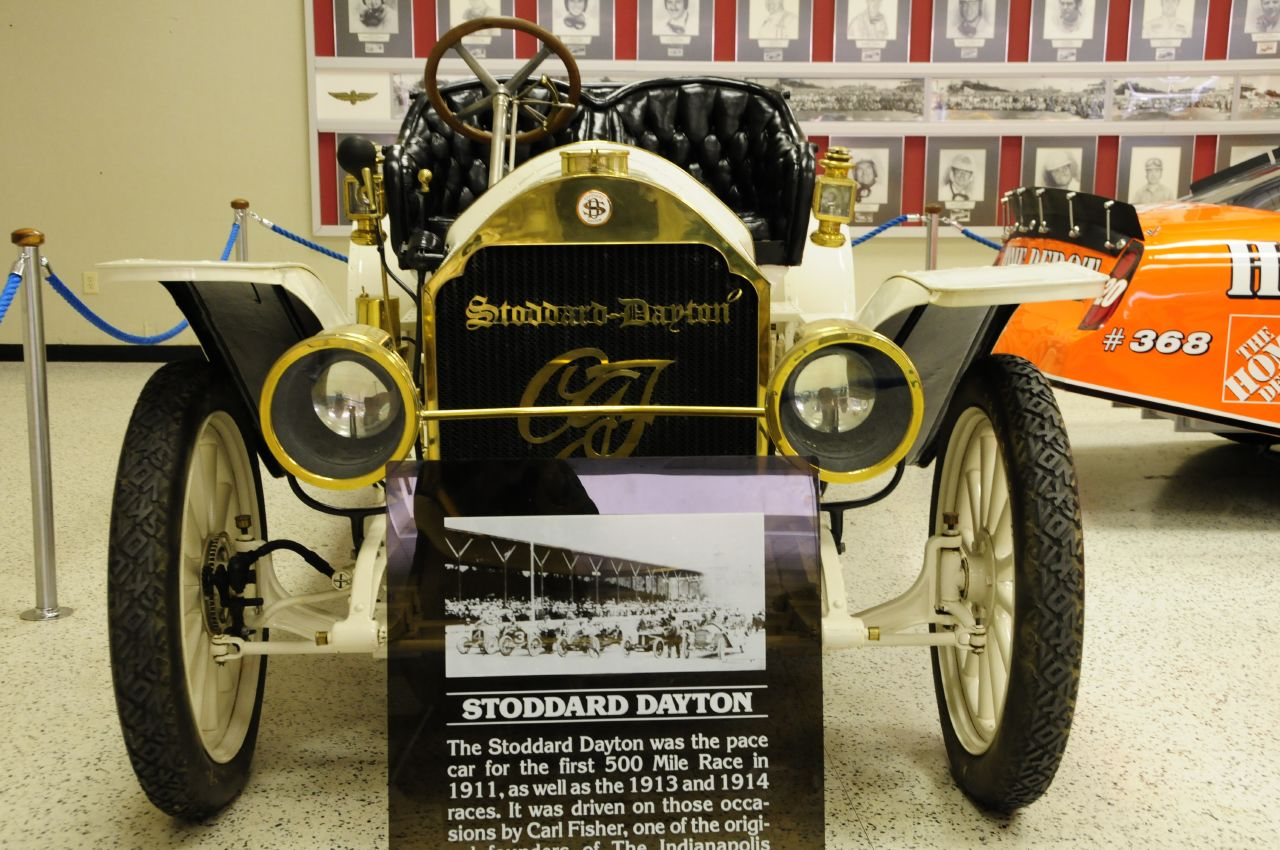
Der Stoddard-Daytona, das erste Pace-Car der Geschichte des Indy 500

Die 40 Wagen standen in Fünferreihen am Start, mit Ausnahme der ersten und der letzten. In der ersten Reihe befand sich das Stoddard-Dayton-Pace-Car auf der Innenseite, die Reihe wurde von vier Konkurrenten komplettiert. In den Reihen zwei bis acht standen jeweils fünf Autos, während die letzte Reihe nur ein Auto hatte.
Nach dem fliegenden Start übernahm Johnny Aitken vom vierten Startplatz aus die Führung. Es gab mehrere Führende in der ersten Hälfte des Rennens. Am meisten Führungsrunden absolvierte David Bruce-Brown in einem Fiat. Bereits in der 12. Runde gab es einen schweren Unfall von Arthur Greiner bei dem sein Beifahrer Sam Dickson ums Leben kam. Der erste Tote in der Geschichte des Indy 500. Beim Auto von Greiner und Dickson löste sich ein Vorderrad, Greiner verlor die Kontrolle über das Fahrzeug und beide wurden aus dem Wagen geschleudert.
Ungefähr bei der Mitte des Rennens übernahm Ray Harroun die Spitze. Harroun fuhr ohne Beifahrer, der sonst die Aufgabe hatte, den Fahrer über die hinter und neben ihm fahrende Konkurrenz zu informieren. Harroun war Ingenieur und fuhr einen selbst entworfenen Rennwagen mit Rückspiegel, dies war ein Novum zu dieser Zeit.
Nach der Halbzeit des Rennens lieferten sich Harroun und Ralph Mulford ein Duell um die vorderste Position. Die Reifen am Auto von Harroun bauten ab und er musste einen Boxenstopp einlegen. Es gilt zu bedenken, dass ein Reifenwechsel zu dieser Zeit mehrere Minuten dauerte. Mulford ging in Führung, musste aber auch nochmals zur Box fahren und neue Reifen montieren. Nach diesen Boxenstopps lag Harroun wieder in Führung und gewann das Rennen, er fuhr danach nie mehr ein Autorennen.

## Ergebnisse

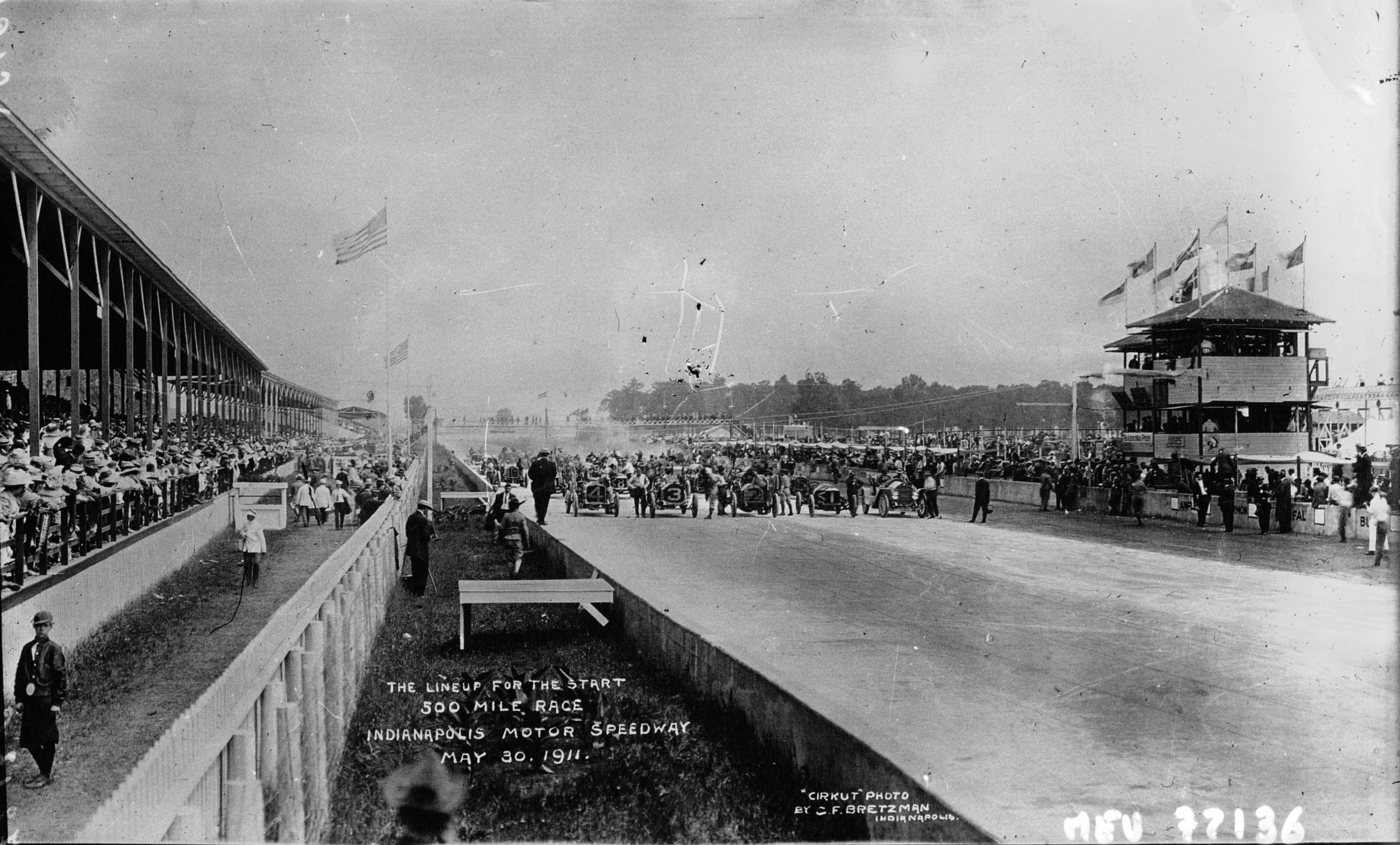
Die Startaufstellung zum ersten Indy 500

### Startaufstellung

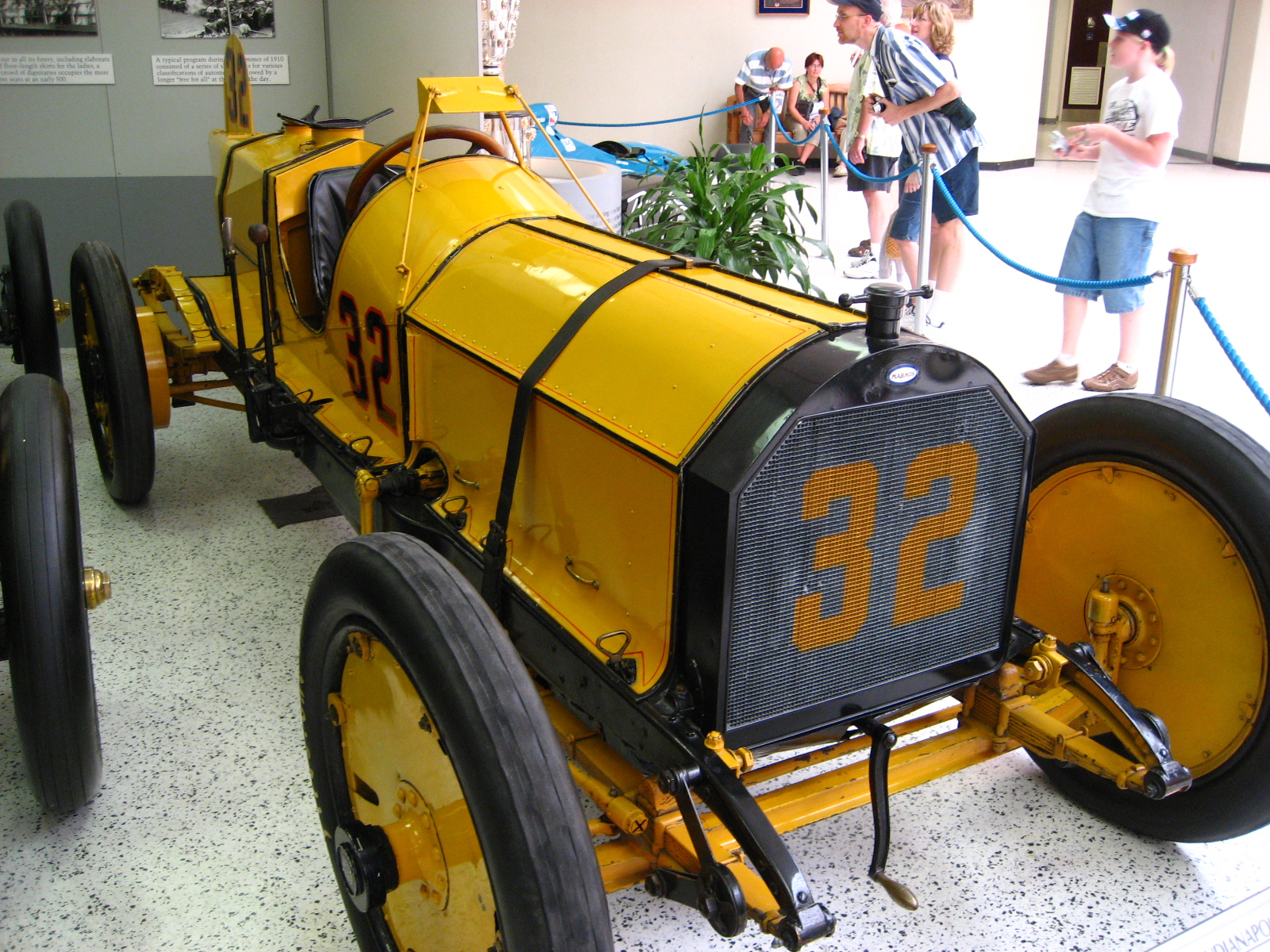
Das Siegerauto Marmon Wasp, gefahren von Ray Harroun, seine Eigenkonstruktion

| Reihe | Nr.      | Innen             | Nr. | Innen Mitte     | Nr. | Mitte         | Nr. | Außen Mitte      | Nr. | Außen            |
| ----- | -------- | ----------------- | --- | --------------- | --- | ------------- | --- | ---------------- | --- | ---------------- |
| 1     | Pace Car | Pace Car          | 1   | Lewis Strang    | 2   | Ralph DePalma | 3   | Harry Endicott   | 4   | Johnny Aitken    |
| 2     | 5        | Louis Disbrow     | 6   | Frank Fox       | 7   | Harry Knight  | 8   | Joe Jagersberger | 9   | Will Jones       |
| 3     | 10       | Gil Andersen      | 11  | Spencer Wishart | 12  | W. H. Turner  | 15  | Fred Belcher     | 16  | Arthur Chevrolet |
| 4     | 17       | Charles Basle     | 18  | Eddie Hearne    | 19  | Harry Grant   | 20  | Charlie Merz     | 21  | Howdy Wilcox     |
| 5     | 23       | Mel Marquette     | 24  | Fred Ellis      | 25  | Harry Cobe    | 26  | Jack Tower       | 27  | Ernest Delany    |
| 6     | 28       | David Bruce-Brown | 30  | Lee Frayer      | 31  | Joe Dawson    | 32  | Ray Harroun      | 33  | Ralph Mulford    |
| 7     | 34       | Teddy Tetzlaff    | 35  | Herbert Lytle   | 36  | Hughie Hughes | 37  | Charles Bigelow  | 38  | Ralph Beardsley  |
| 8     | 39       | Caleb Bragg       | 41  | Howard Hall     | 42  | Bill Endicott | 44  | Arthur Greiner   | 45  | Bob Burman       |
| 9     | 46       | Billy Knipper     |     |                 |     |               |     |                  |     |                  |

### Schlussklassement
| Pos. | Nr. | Fahrer                                                      | Chassis            | Motor              | Zyl. | Zeit/Rückstand          | Start |
| ---- | --- | ----------------------------------------------------------- | ------------------ | ------------------ | ---- | ----------------------- | ----- |
| 1    | 32  | Ray Harroun abgelöst Cyrus Patschke                         | Marmon Wasp        | Marmon             | 6    | 6:42:08 Std. 74,602 mph | 28    |
| 2    | 33  | Ralph Mulford                                               | Lozier             | Lozier             | 4    | 200                     | 29    |
| 3    | 28  | David Bruce-Brown                                           | Fiat               | Fiat               | 4    | 200                     | 25    |
| 4    | 11  | Spencer Wishart abgelöst Dave Murphy                        | Mercedes           | Mercedes           | 4    | 200                     | 11    |
| 5    | 31  | Joe Dawson abgelöst Cyrus Patschke                          | Marmon             | Marmon             | 4    | 200                     | 27    |
| 6    | 2   | Ralph DePalma                                               | Simplex            | Simplex            | 4    | 200                     | 2     |
| 7    | 20  | Charlie Merz abgelöst Len Zengel                            | National           | National           | 4    | 200                     | 18    |
| 8    | 12  | W. H. Turner abgelöst Walter Jones                          | Amplex             | Amplex             | 4    | 200                     | 12    |
| 9    | 15  | Fred Belcher abgelöst John Coffey                           | Knox               | Knox               | 6    | 200                     | 13    |
| 10   | 25  | Harry Cobe abgelöst Louis Schwitzer                         | Jackson            | Jackson            | 4    | 200                     | 22    |
| 11   | 10  | Gil Andersen                                                | Stutz              | Wisconsin          | 4    | 200                     | 10    |
| 12   | 36  | Hughie Hughes                                               | Mercer             | Mercer             | 4    | 200                     | 32    |
| 13   | 30  | Lee Frayer abgelöst Eddie Rickenbacker                      | Firestone-Columbus | Firestone-Columbus | 4    | 197                     | 26    |
| 14   | 21  | Howdy Wilcox                                                | National           | National           | 4    | 194                     | 19    |
| 15   | 37  | Charles Bigelow abgelöst W. H. Frey abgelöst E. H. Sherwood | Mercer             | Mercer             | 4    | 194                     | 33    |
| 16   | 3   | Harry Endicott                                              | Inter-State        | Inter-State        | 4    | 192                     | 3     |
| 17   | 41  | Howard Hall abgelöst Rupert Jeffkins                        | Velie              | Velie              | 4    | 190                     | 36    |
| 18   | 46  | Billy Knipper                                               | Benz               | Benz               | 4    | 188                     | 40    |
| 19   | 45  | Bob Burman                                                  | Benz               | Benz               | 4    | 183                     | 39    |
| 20   | 38  | Ralph Beardsley abgelöst Frank Goode                        | Amplex             | Amplex             | 4    | 178                     | 34    |
| 21   | 18  | Eddie Hearne abgelöst Edward Parker                         | Fiat               | Fiat               | 4    | 175                     | 16    |
| 22   | 6   | Frank Fox abgelöst Fred Clemons                             | Pope-Hartford      | Pope-Hartford      | 4    | 162                     | 6     |
| 23   | 27  | Ernest Delany                                               | Cutting            | Cutting            | 4    | 160                     | 24    |
| 24   | 26  | Jack Tower abgelöst Robert Evans                            | Jackson            | Jackson            | 4    | 145                     | 23    |
| 25   | 23  | Bert Adams abgelöst Mel Marquette                           | McFarlan           | McFarlan           | 6    | 142                     | 20    |
| 26   | 42  | Bill Endicott abgelöst John Jenkins                         | Cole               | Cole               | 4    | 104                     | 37    |
| 27   | 4   | Johnny Aitken                                               | National           | National           | 4    | 125 (Pleuelstange)      | 4     |
| 28   | 9   | Will Jones                                                  | Case               | Wisconsin          | 4    | 122 (Lenkung)           | 9     |
| 29   | 1   | Lewis Strang abgelöst Elmer Ray                             | Case               | Wisconsin          | 4    | 109 (Lenkung)           | 1     |
| 30   | 7   | Harry Knight                                                | Westcott           | Westcott           | 6    | 90 (Unfall)             | 7     |
| 31   | 8   | Joe Jagersberger                                            | Case               | Wisconsin          | 4    | 87 (Unfall)             | 8     |
| 32   | 35  | Herbert Lytle                                               | Apperson           | Apperson           | 4    | 82 (Unfall)             | 31    |
| 33   | 19  | Harry Grant                                                 | Alco               | Alco               | 6    | 51 (Lagerschaden)       | 17    |
| 34   | 17  | Charles Basle                                               | Buick              | Buick              | 4    | 46 (Motor)              | 15    |
| 35   | 5   | Louis Disbrow                                               | Pope-Hartford      | Pope-Hartford      | 4    | 45 (Unfall)             | 5     |
| 36   | 16  | Arthur Chevrolet                                            | Buick              | Buick              | 4    | 30 (Motor)              | 14    |
| 37   | 39  | Caleb Bragg                                                 | Fiat               | Fiat               | 4    | 24 (Unfall)             | 35    |
| 38   | 24  | Fred Ellis                                                  | Jackson            | Jackson            | 4    | 22 (Überhitzung)        | 21    |
| 39   | 34  | Teddy Tetzlaff                                              | Lozier             | Lozier             | 4    | 20 (Unfall)             | 30    |
| 40   | 44  | Arthur Greiner                                              | Amplex             | Amplex             | 4    | 12 (Unfall)             | 38    |

### Führungsrunden
| Fahrer            | Anzahl |
| ----------------- | ------ |
| Ray Harroun       | 88     |
| David Bruce-Brown | 81     |
| Ralph Mulford     | 10     |
| Johnny Aitken     | 8      |
| Spencer Wishart   | 5      |
| Fred Belcher      | 4      |
| Ralph DePalma     | 4      |